# Complejo Deportivo Shree Shiv Chhatrapati
El Complejo Deportivo Shree Shiv Chhatrapati (en maratí: श्री शिवछत्रपती क्रिडानगरी) es un complejo deportivo de la India, que incluye el estadio Balewadi. El complejo está situado en Balewadi, pueblo a 15 km del centro de la ciudad de Pune y a 4-5 km del parque tecnológico Rajiv Gandhi, Hinjewadi, Pune. Este complejo fue la sede de los Juegos de la Commonwealth de la Juventud de 2008. 
Este complejo fue construido en 1994 para los Juegos Nacionales, los cuales fueron recibidos por Pune. Los juegos juveniles de la Commonwealth se celebraron aquí también. En 2008, el circuito de ping pong Mundial Juvenil se celebró con éxito en sus instalaciones. Otros eventos como el Campeonato Mundial Juvenil Masculino de la FIVB (Voleibol) 2009 y que fue ganado por Brasil también se desarrollaron en el lugar. 
Adicionalmente la ciudad fue también anfitriona del Campeonato Sub-16 femenino de la FIBA Asia de 2009.